# 宮生村
宮生村（みやおいむら）は、かつて山形県南村山郡にあった村。
江戸時代は出羽上山藩の領地内。

## 沿革
- 1889年（明治22年）4月1日 - 町村制施行に伴い南村山郡宮脇村、金生村、上生居村、中生居村、下生居村が合併し、宮生村が発足。
- 1954年（昭和29年）10月1日 - 南村山郡上山町、西郷村、本庄村、東村、中川村と合併し、市制施行して上山市となり消滅。

### 消滅時（1954年9月30日）の概要
- 村長：奈良崎重雄
- 村議会議長：川口利八
- 議員定数：16名
- 面積：16.93k㎡
- 人口：3,209人
- 戸数：501戸

## 出身著名人
- 酒井久三郎 - 宮生村長、上山市長